# Samson Shatashvili
Samson Lulievich Shatashvili (en georgiano: სამსონი შათაშვილი, en ruso: Самсон Лулиевич Шаташвили, 7 de febrero de 1960) es un físico teórico y matemático, profesor en el Trinity College de Dublín desde 2002. Ocupa la Cátedra de Filosofía Natural del Trinity College de Dublín, y es director del Hamilton Mathematics Institute. También es miembro del Institut des Hautes Études Scientifiques (IHÉS), donde ocupó la Cátedra Louis Michel entre 2003 y 2013, tras lo cual pasó a ocupar la Cátedra Israel Gelfand. Antes de trasladarse al Trinity College fue profesor de física en la Universidad Yale desde 1994.

## Educación
Shatashvili obtuvo su doctorado en 1984 en el Instituto Steklov de Matemáticas en San Petersburgo bajo la dirección de Liúdvig Faddéyev (y Vladímir Korepin). El tema de su tesis eran las teorías de gauge, y llevó por título «Problemas modernos en teorías de gauge». En 1989 obtuvo el título de doktor nauka en la misma institución.

## Contribuciones y premios
Shatashvili ha realizado varios descubrimientos en los campos de la física teórica y la física matemática. Es conocido principalmente por su trabajo con Liúdvig Faddéyev en anomalías cuánticas, con Antón Alekséyev en métodos geométricos en teorías de campo conformes en dos dimensiones, por su trabajo teoría de campos de cuerdas abiertas, con Cumrun Vafa en supercuerdas y variedades de holonomía excepcional, con Antón Gerasimov en condensados de taquiones, con Nikita Nekrasov y Greg Moore en instantones y teorías de gauge supersimétricas en dimensión cuatro, así como por su trabajo en sistemas integrables cuánticos. Shatashvili y Nekrasov descubrieron la correspondencia gauge/Bethe. En 1995, recibió el Outstanding Junior Investigator Award del Departamento de Energía de Estados Unidos y un NSF Career Award, y entre 1996 y 2000 fue beneficiario de la Beca Sloan. Shatashvili es miembro de la Real Academia de Irlanda y receptor de la Medalla de Oro de la Real Academia de Irlanda en 2010, así como de la Medalla Estatal Ivane Javakhishvili de Georgia. En 2009 fue ponente plenario en el Congreso Internacional de Física Matemática en Praga, y en 2014 fue ponente invitado en el Congreso Internacional de Matemáticos en Seúl (con la charla «Gauge theory angle at quantum integrability»).